# Puccinia glomerata
Puccinia glomerata ist eine Ständerpilzart aus der Ordnung der Rostpilze (Pucciniales). Der Pilz ist ein Endoparasit der Korbblütlergattung Senecio. Symptome des Befalls durch die Art sind Rostflecken und Pusteln auf den Blattoberflächen der Wirtspflanzen. Sie ist holarktisch verbreitet.

## Merkmale

### Makroskopische Merkmale
Puccinia glomerata ist mit bloßem Auge nur anhand der auf der Oberfläche des Wirtes hervortretenden Sporenlager zu erkennen. Sie wachsen in Nestern, die als gelbliche bis braune Flecken und Pusteln auf den Blattoberflächen erscheinen.

### Mikroskopische Merkmale
Das Myzel von Puccinia glomerata wächst wie bei allen Puccinia-Arten interzellulär und bildet Saugfäden, die in das Speichergewebe des Wirtes wachsen. Ihre Spermogonien und Aecien sind unbekannt, gleiches gilt für die Uredien des Pilzes und ihre Uredosporen. Die beid- oder überwiegend unterseitig auf den Wirtsblättern und deren Stielen wachsenden Telien der Art sind kastanienbraun, pulverig und unbedeckt. Die gold- bis kastanienbraunen Teliosporen sind zweizellig, in der Regel ellipsoid und 23–41 × 14–27 µm groß. Ihre Stiel sind farblos und brechen nahe der Spore ab.

## Verbreitung
Das bekannte Verbreitungsgebiet von Puccinia glomerata reicht vom westlichen Nordamerika bis nach Europa.

## Ökologie
Die Wirtspflanzen von Puccinia glomerata sind verschiedene Greiskräuter (Senecio spp.). Der Pilz ernährt sich von den im Speichergewebe der Pflanzen vorhandenen Nährstoffen, seine Sporenlager brechen später durch die Blattoberfläche und setzen Sporen frei. Die Art durchläuft einen Entwicklungszyklus mit Telien, Spermogonien und Aecien und vollzieht keinen Wirtswechsel.